# Федорук Сергій Олександрович
Сергі́й Олекса́ндрович Федору́к — молодший сержант Збройних сил України.
Станом на березень 2017 року — командир взводу, 128-ма бригада.

## Нагороди
За особисту мужність і героїзм, виявлені у захисті державного суверенітету та територіальної цілісності України, вірність військовій присязі, відзначений — нагороджений
- 27 червня 2015 року — орденом «За мужність» III ступеня,